# Psydub
Le psydub (ou parfois de manière imprécise ambient dub) est un genre de musique électronique fusionnelle qui trouve ses racines dans la trance psychédélique, l'ambient et la dub. 

## Histoire
Les pionniers du genre s'intéressaient surtout au mélange entre l'ambient et le dub. The Orb peut être considéré comme l'un des premiers producteurs à combiner les deux genres,. Plusieurs morceaux de leur premier album The Orb's Adventures Beyond the Ultraworld, sorti en 1991, ressemblent déjà beaucoup au psydub contemporain. Le psydub se développe sous l'influence de la psytrance. Les producteurs de psytrance ont toujours eu un intérêt marqué pour tous les types de musique et certains d'entre eux ont produit des morceaux ayant de grandes influences dub, notamment la chanson Vapour Rumours, sortie en 1996 et produite par le groupe Shpongle, composé de Simon Posford a.k.a. Hallucinogen et Raja Ramon, qui ont tous deux été invités à participer à l'enregistrement. Hallucinogen et Raja Ram, et l'album Earthbound de Gaudi,,,, produit en 1994 et sorti en triple vinyle en 1998 par Bustin' Loose Recordings, qui sont deux des premiers groupes à produire du psybient. Un bon exemple de la combinaison entre psytrance et dub est l'album In Dub, une collection de morceaux d'Hallucinogen remixés par le producteur Ott, sorti en octobre 2002.

## Caractéristiques
Les éléments dub incorporés dans le psydub sont des lignes de basse mélodiques, des racines reggae profondes et des techniques de production telles que l'ajout dynamique d'écho, de réverbération, de delay panoramique, et le doublage occasionnel de bribes vocales ou instrumentales provenant de la version originale ou d'autres œuvres. L'accent mis sur la tonalité et l'atmosphère est un élément ambiant incorporé. Les éléments psytrance incorporés sont les basses fréquences et les mélodies hypnotiques, ainsi que l'utilisation d'samples. Ces samples contiennent généralement des références aux drogues, à la parapsychologie, à la vie extraterrestre, à l'existentialisme, aux expériences extracorporelles, aux rêves, à la science, au voyage dans le temps, à la spiritualité et à d'autres sujets mystérieux ou non conventionnels. Le psydub est également très influencé par la musique indienne.